# ロビー (料理)
ロビー(Lobby)は、鶏肉、コンビーフ、ジャガイモ、ニンジン、エンドウ、タマネギから作るシチューまたはキャセロールである。
ノース・スタッフォードシャーの伝統料理で、毎日新鮮な料理を食べる余裕のない貧しい陶工が食べた。ミンチまたは角切りの牛肉またはラム、角切りのジャガイモ、タマネギ、ニンジン、リーキ、根菜に加え、オオムギで嵩増しし、味付けをする。Maurice Hassellは、「季節の野菜を用いた栄養があり経済的な食事」と記載している。現在でも地域のパブのメニューに載っており、地元の人々の夕食のテーブルに乗る。
グレーター・マンチェスターのリーでは"lobby gobblers"、近隣のウィガンでは"pie eaters"と呼ばれている。しかし、ウィガン出身のある作家は、マトンや煮込み牛肉の缶詰とともに、コーンビーフを用いてロビーを作ることもできると述べている。
ロビーに似た料理はリヴァプールにもあり、スカウスと呼ばれる。どちらの名前も、18世紀に遡る安いシチューである「ロブスカウス」に由来すると考えられている。